# Neoliomera richtersii
Neoliomera richtersii is een krabbensoort uit de familie van de Xanthidae. De wetenschappelijke naam van de soort is voor het eerst geldig gepubliceerd in 1889 door De Man.